# Scissurelloidea
Scissurelloidea zijn een superfamilie van weekdieren uit de klasse van de Gastropoda (slakken).

## Families
- Anatomidae McLean, 1989
- Depressizonidae Geiger, 2003
- Larocheidae Finlay, 1927
- Scissurellidae Gray, 1847